# Chronologie de la guerre Imjin
Guerre Imjin
Cet article présente la chronologie de la guerre Imjin, appellation qui désigne les deux invasions japonaises de la Corée lancées par le daimyo Toyotomi Hideyoshi à partir de 1592.

## Avant la guerre
1418 : Attaques de pirates japonais durant le règne du roi Sejong le Grand conduisant à l'invasion Ōei de l'île Tsushima.
1443 : La dynastie Joseon et le seigneur féodal de l'île Tsushima au Japon signent le traité de Gyehae (en).
1510 : Émeutes japonaises dans trois ports (Busan, Ulsan et Jinhae).
1512 : La dynastie Joseon et le Japon signent le traité d'Imsin.
1543 : Des commerçants portugais débarquent au Japon. Le pays acquiert et commence la fabrication d'arquebuses.
1544 : Émeutes japonaises à Saryangjin. La Corée déclare la rupture des relations diplomatiques avec le Japon.
1547 : Traité de Jeongmi : la Corée et le Japon reprennent leurs relations diplomatiques.
1567 : Le roi Seonjo devient le souverain de Joseon.
1578 : Yi I, un érudit, suggère fortement que la Corée devrait former une armée de 100 000 hommes mais sa suggestion est rejetée.
1582 : Toyotomi Hideyoshi accède au pouvoir au Japon.
1586 : Première référence du plan de Toyotomi Hideyoshi d'attaquer la Corée et la Chine.
1586 : Les soldats de Yi Sun-sin repoussent une attaque des Jurchen.
1588 : Yu exhorte à plusieurs reprises à la reconstruction du château et à la formation de soldats, mais ses appels sont rejetés.
1590 : Des conspirations contre Yi Sun-sin l'empêchent d'être nommé magistrat du district de Jeongeup.
1590 : Des ambassadeurs japonais envoient une arquebuse au roi Seonjo en présent.
1591 : L'amiral Yi devient enfin commandant de la flotte occidentale de Jeolla et commence sa carrière dans la marine.
1591 : L'amiral Yi commence à construire les novateurs bateaux tortue et renforce la marine.
1591 : Le roi Seonjo envoie une mission au Japon, qui confirme que le Japon va attaquer la Corée.

## 1592
13 et 14 avril 1592 : 158 000 forces japonaises débarquent en Corée et s'emparent de Busan et Dadaejin par une attaque choc. Les première et deuxième divisions japonaises commandées par Konishi Yukinaga et Katō Kiyomasa commencent à marcher vers le Nord.
24 avril 1592 : Bataille de Sangju : victoire japonaise.
Avril 1592 : Les forces coréennes ne parviennent pas à repousser les Japonais au col de Choryang, ce qui a pour conséquence la prise de Séoul.
28 avril 1592 : Bataille de Chungju : victoire japonaise.
30 avril 1592 : Les Japonais s'emparent de Séoul désertée de ses habitants.
Mai 1592 : Bataille d'Uiryong.
7 mai 1592 : Le roi Seonjo et sa cour s'enfuient pour Pyongyang.
7 mai 1592 : L'amiral Yi attaque la flotte japonaise et remporte la bataille d'Okpo.
29 mai 1592 : L'amiral Yi attaque et remporte la bataille de Sacheon (1592). Les bateaux tortue font leur première apparitions.
2 juin 1592 : Bataille de Dangpo. Victoire navale des Coréens.
4 juin 1592 : Bataille de Danghangpo. Victoire navale des Coréens.
Août 1592 : Des armées populaires comprenant des roturiers et des moines bouddhistes coréens se forment sous le commandement des chefs Yeong-gyu et Jo Heon.
14 août 1592 : Bataille de l'île Hansan. Grande victoire navale coréenne de l'amiral Yi. Les forces japonaises ne parviennent pas à capturer Yeosu et battent en retraite vers Busan.
5 octobre 1592 : Siège de Jinju (1592). Victoire coréenne et échec des forces japonaises à pénétrer dans la province de Jeolla.
 1er novembre 1592 : L'amiral Yi attaque et détruit la flotte japonaise à la bataille de Busan.
Décembre 1592 : Les forces chinoises commencent à entrer en Corée.

## 1593
Janvier 1593 : La deuxième division japonaise sous les ordres de Katō atteint la frontière nord de la Corée et remporte une série de victoires le long de la côte orientale du Nord de la Corée. (campagne de Hamgyong (en))
Janvier 1593 : 43 000 forces chinoises et coréennes attaquent au siège de Pyongyang et contraignent la première, troisième, quatrième et une autre division japonaise à battre en retraite après une bataille d'une journée.
27 janvier 1593 : Bataille de Byeokjegwan, les divisions japonaises arrêtent les poursuites chinoises.
12 février 1593 : Les forces coréennes commandées par Kwon Yul (en) défendent et gagnent une grande bataille contre les forces japonaises au siège de Haengju. les forces japonaises reculent à nouveau.
19 avril 1593 : La Corée reprend Hanseong, capitale de la Corée.
Avril 1593 : Retraite japonaise vers Busan.
Juillet 1593 : L'amiral Yi déplace le camp naval dans l'île de Hansan.
Août 1593 : L'amiral Yi est nommé commandant de l'ensemble de la marine coréenne. (Samdosugun Tongjesa, littéralement : Amiral des trois marines provinciales, Hangul : 삼도수군통제사, Hanja :三道水軍統制使) par le gouvernement de Joseon.
Août 1593 : Le roi Seonjo ordonne la création des hunnyeon dogam (garnisons de formation de la capitale).

## 1594
4 mars 1594 : L'amiral Yi attaque la marine japonaise et remporte la deuxième bataille de Danghangpo.

## 1596
Juin 1596 : Rébellion de Yi Mong-hak.

## 1597
15 janvier 1597 : Début de la seconde invasion japonaise.
Février 1597 : L'amiral Yi démis du commandement de la Marine Joseon.
16 juillet 1597 : Bataille de Chilchonryang : victoire navale japonaise.
13 - 16 août 1597 : Siège de Namwon : victoire japonaise.
Août 1597 : Le roi Seonjo réinstalle l'amiral Yi commandant de la marine Joseon.
7 septembre 1597 : Les forces alliées Joseon et Ming obtiennent la victoire à Jiksan.
26 octobre 1597 : Bataille de Myong-Yang : victoire navale coréenne.
Octobre 1597 : Les Japonais se retirent dans la province méridionale de Gyeongsang.

## 1598
Février 1598 : L'amiral Yi déplace le camp naval dans l'île de Gogeum.
Juillet 1598 : L'amiral Yi et le commandant naval chinois Chen Lin organisent l'union de leurs flottes.
18 septembre 1598 : Décès de Hideyoshi qui ordonne le retrait des forces de la Corée sur son lit de mort.
16 décembre 1598 : Bataille de Noryang. Dernière bataille navale et mort de l'amiral Yi.

## 1604
1604 : Le moine bouddhiste Yu Jeong (en) se rend au Japon sur l'ordre du roi Seonjo pour négocier un accord de paix avec Tokugawa Ieyasu.

## 1609
1609 : La dynastie Joseon et le shogunat Tokugawa signent le traité de Giyu.

## Source de la traduction
- (en) Cet article est partiellement ou en totalité issu de l’article de Wikipédia en anglais intitulé « Timeline of the Japanese invasions of Korea (1592–98) » (voir la liste des auteurs).